# Strahinja Gavrilovic
Strahinja Gavrilović, (nacido el 5 de abril de 1993 en Kragujevac, Serbia) es un jugador de baloncesto serbio que actualmente juega en el KK Igokea de la Liga de baloncesto de Bosnia y Herzegovina. Con 2.06 de estatura, su puesto natural en la cancha es el de ala-pívot. 

## Trayectoria
El jugador se formó en su país de origen con el que fue internacional con Serbia en todas las categorías de formación, desde donde dio el salto a EE. UU. para jugar en San Diego High School y jugaría durante cuatro temporadas en los USC Trojans de la NCAA. Posteriormente, el interior volvió a Serbia de la mano del Dynamic de Belgrado (2016-2017), para militar en las siguientes campañas en el KK Partizán (2017-2018), donde ganó la copa del país, y el KK Borac (2018-2019).
Durante la temporada 2018-19 en el Borac, el ala-pívot promedió en liga 10,5 puntos por partido y 4,7 rebotes, con un 51,6% de acierto en los tiros de campo, un 20% en triples y un 68.4% en tiros libres.
En noviembre de 2019 se compromete con Club Baloncesto Breogán con un contrato temporal.
El 30 de diciembre de 2019 el club gallego hace oficial su continuidad hasta el final de temporada.
El 11 de diciembre de 2020, firma por el Real Murcia Baloncesto de la Liga LEB Oro hasta el final de la temporada.
El 30 de agosto de 2021, firma por el KK Mladost Zemun de la Liga Serbia de Baloncesto.